# هنري فيكتور رينيو
هنري فيكتور رينيو ForMemRS (21 يوليو 1810 - 19 يناير 1878) كان كيميائيًا وفيزيائيًا فرنسيًا اشتهر بقياساته الدقيقة للخصائص الحرارية للغازات. كان من أوائل علماء الديناميكا الحرارية وكان معلمًا لوليام طومسون في أواخر أربعينيات القرن التاسع عشر. لم يستخدم اسمه الأول مطلقًا، وكان معروفًا طوال حياته باسم Victor Regnault.